# أسطورة المجهولين
أسطورة المجهولين (十三妹) هو مسلسل تلفزيوني لقناة TVB ، العرض الأوّل له كان في سنة 1983. اللّحن الرئيسي «هيروين» (巾幗英雄) تركيب وترتيب من طرف جوزيف كوو ، القصيدة الغنائية من طرف وونغ جيم ، أداء الأغنية من طرف ييب فرانسيس.